# Dzwon Świętego Piotra

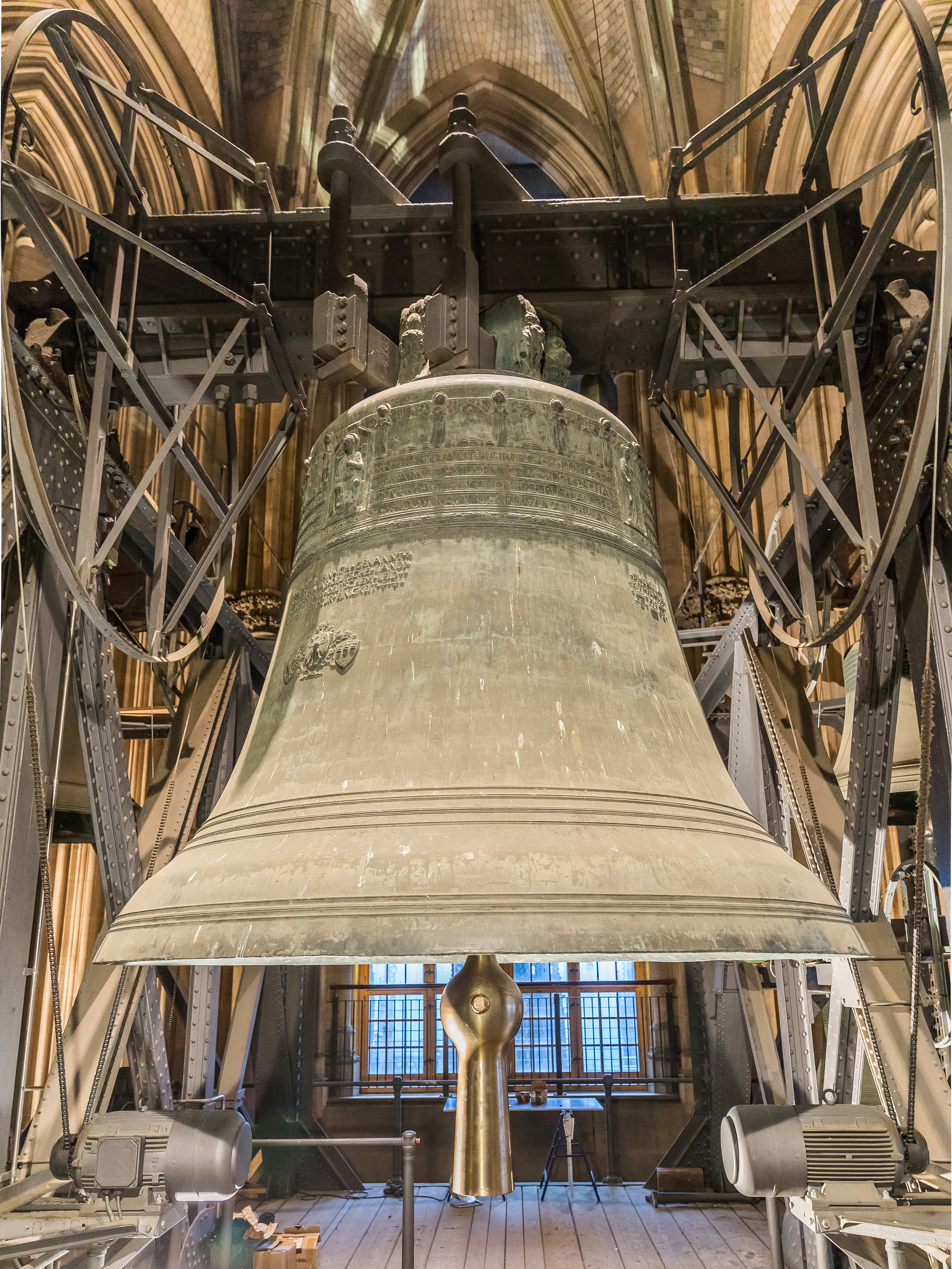
Dzwon Św. Piotra

Dzwon Św. Piotra niem. Petersglocke, potocznie Decke Pitter (Gruby Piotrek) – dzwon wiszący w trzeciej kondygnacji wieży południowej katedry w Kolonii. Jest jednym z największych i najcięższych bijących dzwonów na świecie. Odlany został w 1923 roku w pracowni ludwisarskiej Richarda Heinricha Ulricha w Apoldzie w niemieckiej Turyngii.

## Dzieje
Poprzednikiem Dzwonu Świętego Piotra był Dzwon Cesarski (Kaiserglocke) o masie 26,25 tony, odlany w 1875 z okazji zwycięstwa Niemców nad Francją w 1871 r. i zjednoczenia Niemiec. Podczas I wojny światowej został przetopiony na armaty. Do dziś zachowało się serce dzwonu, ulokowane na zewnątrz przy katedrze przy narożu nawy południowej i transeptu.
Inicjatorami odlania nowego wielkiego dzwonu byli ówczesny burmistrz Kolonii Konrad Adenauer i arcybiskup Karl Joseph Schulte. 31 marca 1922 r. Kapituła Metropolitarna Kolonii zatwierdziła odlanie. Odlewnikiem dzwonu został Richard Heinrich Ulrich, przedstawiciel rodu Ulrichów, którego przodkowie założyli w XVIII w. ludwisarnię, jedną z największych w Europie, związaną z rodzinami Rose, Ulrich i Schilling. Po przewiezieniu specjalnym pociągiem (prowadzonym przez trzy lokomotywy) do Kolonii został uroczyście poświęcony, a następnie zawieszony. Planowane pierwsze uderzenie w Wigilię Bożego Narodzenia z przyczyn technicznych zostało odwołane, ostatecznie pierwszy raz zadzwonił 28 października 1925 r.
W 1951 dzwon uległ pęknięciu na długości 110 cm. Dopiero w 1956 został pospawany, lecz podjęto też dodatkowe kroki: serce dzwonu wymieniono na mniejsze (800 kg), poza tym o 20° zmieniono kierunek uderzenia, aby serce nie uderzało w miejsce spawu.
Dnia 6 stycznia 2011, podczas oznajmiania głównej liturgii święta Trzech Króli urwało się serce dzwonu. Nowe serce, ważące 600 kg zostało wykonane w październiku, a do katedry przybyło 2 grudnia 2011 r. Dzwon z nowym sercem pierwszy raz zadzwonił 7 grudnia 2011 r.
Od kwietnia 2017 do listopada 2018 dzwon nie dzwonił z powodu naprawy wady zawieszenia serca (zbyt mocne uderzenie w jedną stronę dzwonu groziło pęknięciem serca).
Do roku 1998 (kiedy odlano i zawieszono Josephglocke) Dzwon Świętego Piotra był najmłodszym dzwonem katedry kolońskiej. Nieco starsze są dwa dzwony odlane jeszcze przed I wojną światową: Aveglocke oraz Kapitelsglocke. Oba pochodzą z 1911 roku.

## Terminarz bicia dzwonu
Dzwon Świętego Piotra bije z okazji głównych świąt w roku liturgicznym, a ponadto w święta patronów katedry; główne święta maryjne i Dzień Świętych Apostołów Piotra i Pawła. Bije także z okazji wyboru i śmierci papieża i arcybiskupa Kolonii. Dzwonił także z okazji najważniejszych wydarzeń państwowych, zarówno dla Niemiec, jak i dla świata (m.in. zakończenie II wojny światowej, zjednoczenie Niemiec). Kiedy biją wszystkie dzwony katedry, w większości przypadków Dzwon Świętego Piotra bije jako pierwszy 5 minut wcześniej od pozostałych, zaś po dołączeniu pozostałych dzwonów dzwon św. Piotra kończy bić (jedynie z okazji Wielkanocy bije przez cały czas wraz z pozostałymi dzwonami).
| Data (według porządku roku liturgicznego)                  | Godzina                            | Święto lub inne okoliczności                                                     |
| ---------------------------------------------------------- | ---------------------------------- | -------------------------------------------------------------------------------- |
| 7 grudnia                                                  | 20:00                              | Wigilia Niepokalanego Poczęcia NMP                                               |
| 8 grudnia(9 grudnia jeśli 8 grudnia wypada w niedzielę)    | 18:10                              | Uroczystość liturgiczna Niepokalane poczęcie Marii                               |
| 24 grudnia                                                 | 19:20                              | Wigilia Bożego Narodzenia                                                        |
| 24 grudnia                                                 | 23:10                              | Pasterka                                                                         |
| 5 stycznia                                                 | 20:00                              | Wigilia Święta Trzech Króli                                                      |
| 6 stycznia                                                 | 09:40                              | Uroczystość liturgiczna z okazji Święta Trzech Króli                             |
| Wielka Sobota                                              | ~22:15                             | Zmartwychwstanie Pańskie (wraz ze wszystkimi dzwonami)                           |
| Wielkanoc                                                  | 09:40                              | Uroczystość liturgiczna Zmartwychwstania Chrystusa (wraz ze wszystkimi dzwonami) |
| Środa przed Wniebowstąpieniem Pańskim                      | 20:00                              | Wigilia Uroczystości Wniebowstąpienia Pańskiego                                  |
| Wniebowstąpienie Pańskie                                   | 09:40                              | Uroczystość Liturgiczna                                                          |
| Sobota Pięćdziesiątnicy                                    | 20:00                              | Wigilia Zesłania Ducha Świętego                                                  |
| Niedziela Pięćdziesiątnicy                                 | 09:40                              | Uroczystość liturgiczna                                                          |
| Boże Ciało                                                 |                                    | Podczas procesji z Najświętszym Sakramentem(Solo)                                |
| 28 czerwca                                                 | 20:00                              | Wigilia Dnia Świętych Apostołów Piotra (patrona katedry) i Pawła                 |
| 29 czerwca                                                 | 18:10 w tygodniu/09:40 w niedzielę | Uroczystość Świętych Apostołów Piotra i Pawła                                    |
| 26 września                                                | 20:00                              | Wigilia Dnia Poświęcenia Katedry Kolońskiej                                      |
| 27 września                                                | 18:10 w tygodniu/09:40 w niedzielę | Uroczystość liturgiczna Poświęcenia Katedry Kolońskiej                           |
| Z powodu śmierci papieża/arcybiskupa Kolonii               | bije solo przez 30 minut           |                                                                                  |
| Codziennie aż do dnia pogrzebu papieża/arcybiskupa Kolonii | bije od 12:00 do 12:15             |                                                                                  |

## Dane techniczne
- dźwięk: c°-5
- masa całkowita: 24 000 kg
- waga serca ~600 kg
- średnica: 3220 mm
- wysokość: 4,5 m
- ludwisarz: Richard Heinrich Ulrich der Guss (Apolda)